# Dolgeville and Salisbury Railway
Die Dolgeville and Salisbury Railway war eine amerikanische Eisenbahngesellschaft im Bundesstaat New York im Herkimer County.

## Geschichte
Nördlich von Dolgeville waren in der Nähe von Salisbury Eisenerzgruben erschlossen worden. Die Salisbury Steel and Iron Company gründete deshalb zum Abtransport des Eisenerzes am 8. Juli 1907 die Dolgeville and Salisbury Railway mit Sitz in Dolgeville. Das Stammkapital betrug 150.000 Dollar. Die 7,2 Kilometer lange Strecke von Dolgeville nach Salisbury Center wurde am 16. Januar 1908 in Betrieb genommen. Der Betrieb erfolgte durch die Little Falls and Dolgeville Railroad. Als Entgelt erhielt sie für jeden transportierten Güterwagen Aktienanteile im Wert von 2 Dollar gutgeschrieben. Die Vereinbarung sollte enden, wenn alle Unternehmensanteile auf die Little Falls and Dolgeville Railroad übertragen waren. 1910 wurde die Strecke noch bis zur Eisenerzgrube in Irondale verlängert.
Zum Zeitpunkt der Fusion der Little Falls und Dolgeville Railroad mit der New York Central Railroad besaß diese Gesellschaft Anteile im Wert von 35.724 Dollar an der Dolgeville and Salisbury Railway. Die Betriebsführungsvereinbarung wurde von der NYC übernommen. Im Laufe des Jahres 1916 erwarb die NYC alle noch ausstehenden Aktien und fusionierte die Gesellschaft schließlich zum 15. Januar 1917.